# Theatrum orbis terrarum

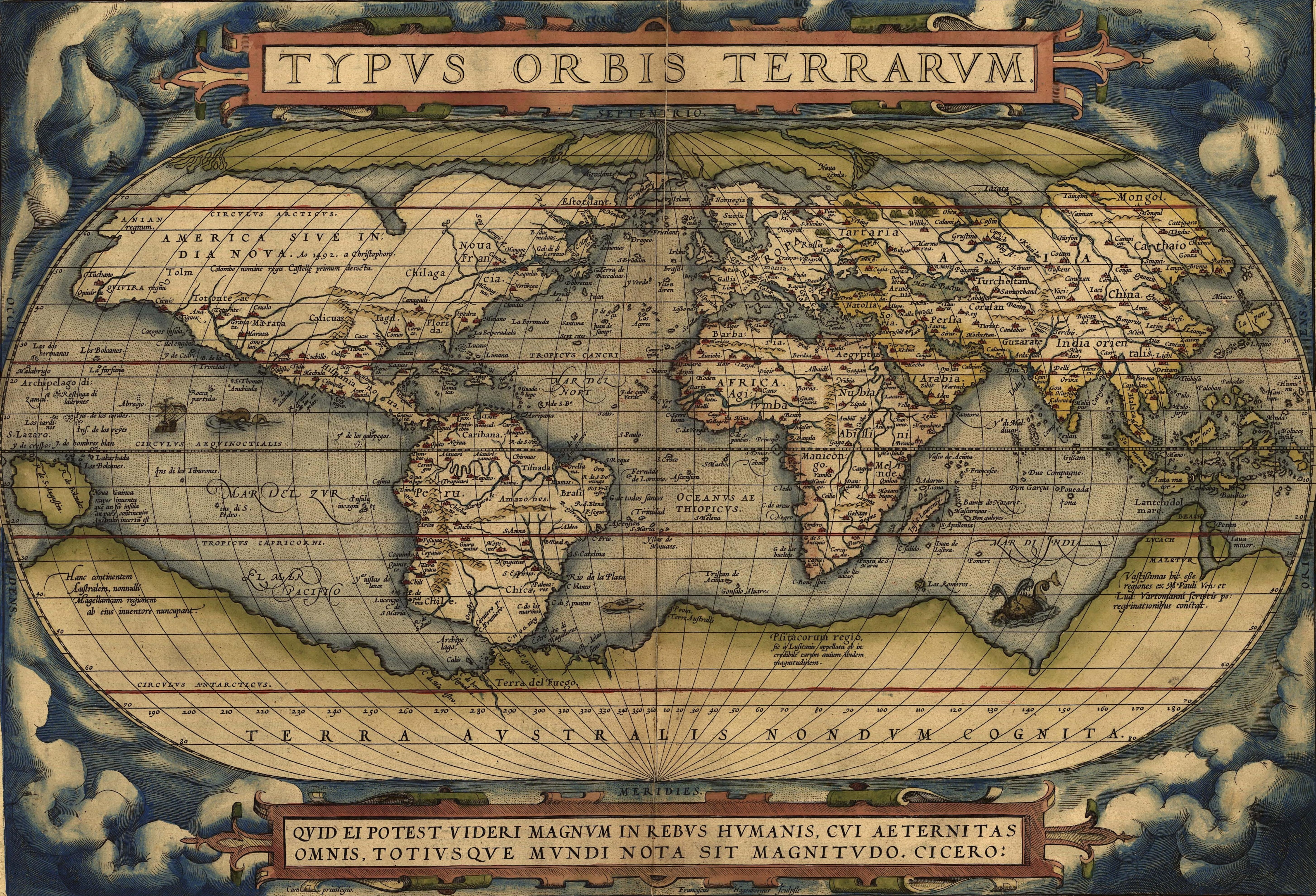
Mapa světa z atlasu

Theatrum orbis terrarum (latinsky doslova „Jeviště okrsku zemského“ čili světa), jehož autorem je vlámský kartograf Abraham Ortelius (1527–98), představuje jedno z nejvýznamnějších děl v historii kartografie. Zahrnuje 53 map. Poprvé bylo vytištěno v Antverpách 20. května 1570 a jen do autorovy smrti se dočkalo celkem 25 vydání v několika jazycích. Status neocenitelné špičkové kartografické pomůcky si udrželo téměř půl století. Je považováno za první moderní atlas, shrnutí kartografického poznání konce 16. století a začátek zlatého věku holandské kartografie.